# Vilalba
Villalba là một đô thị thủ phủ comarca Terra Chá, tỉnh Lugo (Tây Ban Nha), cự ly 34 km so với tỉnh lỵ theo hướng bắc.
Đô thị này có dân số 15.455 người (năm 2006).

## Parroquia
| - Alba (San Juan) - Árbol (San Lorenzo) - Belesar (San Martiño) - Boizán (Santiago) - Carballido (Santa María) - Codesido (San Martiño) - Corvelle (San Bartolome) - Distriz (San Martiño) - Goiriz (Santiago) - Gondaísque (Santa María) | - Insua (San Bartolomé) - Ladra (San Salvador) - Lanzós (San Martiño) - Lanzós (San Salvador) - Mourence (San Xiao) - Nete (San Cosme) - Noche (San Martiño) - Oleiros (San Mamede) - Rioaveso (San Xurxo) - Román (Santalla) | - Samarugo (Santiago) - Cuesta (San Simón) - Sancovade (Santiago) - Santaballa (San Pedro) - Soexo (Santa María)Sus aldeas o barrios son:Gayan,Casas Novas, Barrio de la Iglesia - Tardade (Santa María) - A Torre (Santa María) - Vilapedre (San Mamede) - Xoibán (San Salvador) |